# 羅索哈奇 (科洛梅亞區)
48°37′58″N 25°14′21″E / 48.63278°N 25.23917°E
羅索哈奇（烏克蘭語：Росохач），是烏克蘭的村落，位於該國西部伊萬諾-弗蘭科夫斯克州，由科洛梅亚区負責管轄，處於喬爾尼亞瓦河畔，始建於1579年，面積14.42平方公里，2001年人口1,186。